# Маргарет (Алабама)
Марґарет (англ. Margaret) — місто (англ. city) в США, в окрузі Сент-Клер штату Алабама. Населення — 5106 осіб (2020).

## Географія
Марґарет розташований за координатами 33°40′17″ пн. ш. 86°28′9″ зх. д. / 33.67139° пн. ш. 86.46917° зх. д. (33.671377, -86.469046).  За даними Бюро перепису населення США в 2010 році місто мало площу 25,48 км², з яких 25,44 км² — суходіл та 0,04 км² — водойми.

## Демографія
Згідно з переписом 2010 року, у місті мешкало 4428 осіб у 1543 домогосподарствах у складі 1252 родин. Густота населення становила 174 особи/км².  Було 1698 помешкань (67/км²).
Расовий склад населення:
| - 77,3 % — білих - 19,3 % — чорних або афроамериканців - 0,8 % — азіатів - 0,3 % — корінних американців |

До двох чи більше рас належало 1,5 %. Частка іспаномовних становила 1,6 % від усіх жителів.
За віковим діапазоном населення розподілялося таким чином: 29,9 % — особи молодші 18 років, 65,1 % — особи у віці 18—64 років, 5,0 % — особи у віці 65 років та старші. Медіана віку мешканця становила 31,0 року. На 100 осіб жіночої статі у місті припадало 99,8 чоловіків;  на 100 жінок у віці від 18 років та старших — 97,7 чоловіків також старших 18 років.
Середній дохід на одне домашнє господарство  становив 68 027 доларів США (медіана — 64 789), а середній дохід на одну сім'ю — 67 788 доларів (медіана — 64 125). Медіана доходів становила 51 130 доларів для чоловіків та 32 674 долари для жінок. За межею бідності перебувало 10,1 % осіб, у тому числі 8,1 % дітей у віці до 18 років та 17,1 % осіб у віці 65 років та старших.
Цивільне працевлаштоване населення становило 1866 осіб. Основні галузі зайнятості: освіта, охорона здоров'я та соціальна допомога — 21,4 %, виробництво — 15,3 %, будівництво — 14,3 %.